# Fundação Desiderius-Erasmus
A Fundação Desiderius-Erasmus (Desiderius-Erasmus-Stiftung ou DES em alemão) é uma instituto político-partidário alemão associada ao partido Alternativa para a Alemanha (AfD). As sedes da fundação estão localizadas em Lübeck e Berlim.

## Histórico
Fundada em 15 de novembro de 2017, na cidade de Lübeck como sucessora da anterior fundação partidária da AfD, a fundação passou a ser reconhecida oficialmente como a fundação partidária da AfD em 2018. A fundação foi batizada em homenagem ao filósofo, teólogo e escritor humanista cristão Erasmo de Roterdão, embora inicialmente alguns quadros do partido, como o secretário geral Alexander Gauland tivessem proposto homenagear ao político e ex-chanceler alemão Gustav Stresemann.
Em abril de 2018, o conselho nacional do partido oficializou a Fundação Desiderius-Erasmus, tendo a mesma sido votada e ratificada na convenção nacional do partido em Junho de 2018 por uma maioria de dois terços dos votos. Seu primeiro presidente foi o notório jornalista Konrad Adam.

## Atividades
A Fundação Desiderius-Erasmus descreve sua missão como sendo a de prover programas de educação políticos de base cívico-democráticos, bem como a promoção da ciência e da educação.
Em sintonia com a orientação política da AfD, a Fundação Desiderius-Erasmus possui uma orientação de direita em suas atividades, tendo realizado diversas conferências e seminários com ativistas e políticos da direita alemã.
Em Junho de 2019 eles realizaram uma grande conferência política em Berlin para tratar das "crescentes ameaças à liberdade de expressão". Entre os principais palestrantes estavam o líder partidário Jörg Meuthen (membro do Parlamento Europeu) e o cientísta de dados Norbert Bolz, além da ex-dissidente e perseguida política da Alemanha Oriental e atual deputada pela CDU Vera Lengsfeld. Os discursos foram documentados na primeira edição da  "Faktum", a revista oficial da fundação.
O instituto realiza suas ações paralelamente às ações do partido, bem como de ativistas e organizações sociais associados ao mesmo, com especial destaque à Zivile Koalition do ativista Sven von Storch e da deputada federal alemã Beatrix von Storch.